# Gouvernement Banny I
Ne doit pas être confondu avec Gouvernement Banny II.
Deuxième République
Diarra II Banny II
Le gouvernement de Charles Konan Banny I est le huitième gouvernement de la Deuxième République de Côte d'Ivoire. C'est un gouvernement de transition formé le 28 décembre 2005 par le premier ministre Charles Konan Banny nommé par Laurent Gbagbo et la résolution 1633.
Le décret n°2005 porte sur nomination des membres du gouvernement
de transition, la résolution 1633 du conseil de sécurité des Nations unies du 21 octobre 2005 et le décret n°2005 558 du 5 décembre 2005
portent sur la nomination du Premier ministre. La décision n°2005-001
du 28 décembre 2005 établit la liste des membres du gouvernement de transition.

## Composition
- Premier ministre : Charles Konan Banny - PDCI
- Ministre de l'Économie et des Finances : Charles Konan Banny - PDCI
- Ministre de la Communication : Charles Konan Banny - PDCI

### Ministres d'État
- Ministre de la Reconstruction et de la Réinsertion : Guillaume Soro (MPCI)
- Ministre du Plan et du Développement : Bohoun Bouabré (FPI)

### Autres ministres
- Ministre de la Défense : René Aphing Kouassi  (PDCI)
- Garde des sceaux, ministre de la Justice et des Droits de l'homme : Mamadou Koné
- Ministre des Affaires étrangères : Youssouf Bakayoko (PDCI)
- Ministre de l'Intérieur : Joseph Dja Blé
- Ministre de l'Agriculture : Amadou Gon Coulibaly (RDR)
- Ministre des Mines et de l'énergie : Léon Emmanuel Monnet  (FPI)
- Ministre de la Construction, de l'Urbanisme et de l'Habitat : Marcel Amon-Tanoh (RDR)
- Ministre de la Réconciliation nationale et des Relations avec les institutions : Sébastien Djédjé Dano  (FPI)
- Ministre des Infrastructures économiques : Patrick Achi  (PDCI)
- Ministre de la Santé et de l'hygiène publique : Rémi Allah Kouadio (PDCI)
- Ministre de l'Éducation nationale : Michel Amani N'Guessan (FPI)
- Ministre de l'Enseignement supérieur et de la recherche scientifique : Ibrahim Bacongo Cissé (RDR)
- Ministre de l'Enseignement technique et de la Formation professionnelle : Youssouf Soumahoro (MJP)
- Ministre de la Fonction publique, de l'Emploi et de la Réforme administrative : Hubert Oulaye (FPI)
- Ministre des Transports : Innocent Anaky Kobena (MFA)
- Ministre de la Coopération et de l'Intégration africaine : Albert Mabri Toikeusse (UDPCI)
- Ministre de la Culture et de la Francophonie Théodore Mel Eg  (UDCY)
- Ministre de la Solidarité et des victimes de guerre : Louis-André Dacoury-Tabley (PDCI)
- Ministre de la Production animale et des Ressources halieutiques : Alphonse Douati (FPI)
- Ministre de l'Environnement, des Eaux et Forêts : Jacques Andoh
- Ministre de la Famille et des Affaires sociales : Jeanne Adjoua Peuhmond (RDR)
- Ministre de la Lutte contre le Sida : Christine Adjobi (FPI)
- Ministre de l'Industrie et du Secteur privé : Amah Marie Tehoua
- Ministre du Commerce : Dosso Moussa (MPCI)
- Ministre du Tourisme et de l'artisanat : Amadou Koné
- Ministre des Droits de l'Homme : Victorine Gboko Wodié (PIT)
- Ministre de la Culture et de la Francophonie : Malan Messou (PDCI)
- Ministre des Nouvelles Technologie et des Télécommunications de l'Information et de la Communication : Hamed Bakayoko (RDR)
- Ministre de la Jeunesse, de l'Éducation civique et des Sports : Dagobert Banzio (PDCI)

### Ministres délégués
- Ministre délégué auprès du Premier ministre chargé de l'Économie et des Finances : Charles Koffi Diby
- Ministre délégué auprès du Premier ministre chargé de la Communication : Martine Coffi-Studer

## Galerie
| Image | Fonction                                                            |  | Nom                 | Parti |
| ----- | ------------------------------------------------------------------- |  | ------------------- | ----- |
|       | Premier ministre                                                    |  | Charles Konan Banny | PDCI  |
|       | Ministre d'État, ministre de la Reconstruction et de la Réinsertion |  | Guillaume Soro      | FNCI  |
|       | Ministre de l'Économie, des Finances et de la Communication         |  | Charles Konan Banny | PDCI  |